# Rynkowa wartość dodana
Rynkowa wartość dodana (ang. Market Value Added – MVA) jest miarą wartości nowo wytworzonej w przedsiębiorstwie. Jest to nadwyżka wartości rynkowej przedsiębiorstwa nad całkowitą wartością zainwestowanego kapitału. Wyraża to wzór poniżej:
{\displaystyle MVA=MV-IC,\quad {}} z czego wynika {\displaystyle {}\quad MV=MVA+IC,}
gdzie:
- {\displaystyle MVA} – suma zdyskontowanych, możliwych do uzyskania w przyszłości EVA,
- {\displaystyle IC} – wartość zainwestowanego kapitału (środki pieniężne zainwestowane przez właścicieli w aktywa umożliwiające przedsiębiorstwu prowadzenie działalności operacyjnej),
- {\displaystyle MV} – rynkowa wartość przedsiębiorstwa, która jest równa sumie zdyskontowanych, możliwych do uzyskania w przyszłości EVA oraz wartości zainwestowanego kapitału,

czyli:
{\displaystyle MVA=\sum _{t=1}^{+\infty }{{\frac {EVA_{t}}{(1+WACC)^{t}}}\quad {}}} i w konsekwencji {\displaystyle {}\quad MV=\sum _{t=1}^{+\infty }{\frac {EVA_{t}}{(1+WACC)^{t}}}+IC.}
- W przypadku, gdy MVA jest ujemna, czyli {\displaystyle \sum _{t=1}^{+\infty }{\frac {EVA_{t}}{(1+WACC)^{t}}}<0,} to inwestorzy sądzą, że przedsiębiorstwo nie ma zdolności do generowania nowej wartości oraz mają obawy o to czy w przyszłości przedsiębiorstwo będzie tworzyło wartość dodaną.
- W przypadku gdy MVA jest dodatnia, czyli {\displaystyle \sum _{t=1}^{+\infty }{\frac {EVA_{t}}{(1+WACC)^{t}}}>0,} to przedsiębiorstwa będzie tworzyło dodatkową wartość dla właścicieli.

MVA jest jednym z mierników informujących, czy przedsiębiorstwo kreuje nową wartość. Inne mierniki to:
- EVA (Ekonomiczna wartość dodana);
- CVA (Gotówkowa wartość dodana);
- SVA (Wartość dodana dla właścicieli).